# Decebal, Soroca
Decebal este un sat din cadrul comunei Tătărăuca Veche din raionul Soroca, Republica Moldova.
Decebal apare în documente în 1923 sub numele Tătărăuca Mică. În 1933 avea școală primară mixtă.

## Demografie

### Structura etnică
Conform recensământului populației din 2004, satul avea 136 de locuitori, toți moldoveni/români.